# جوزيف-نابوليون فرانكور
جوزيف-نابوليون فرانكور هو محامي وقاضي وسياسي كندي، ولد في 13 ديسمبر 1880 في كاب سان إغناس في كندا، وتوفي في 25 يوليو 1965 في مدينة كيبك في كندا. نشط حزبياً في الحزب الليبرالي الكندي وحزب كيبيك الليبرالي. وقد انتخب عضو الجمعية الوطنية في كيبك ‏ وانتخب رئيس الجمعية الوطنية في كيبك ‏ وانتخب عضو مجلس العموم الكندي.